# Epitaf
Epitaf (izraz v stari grščini pomeni "na nagrobnem kamnu (spomeniku)") je nagrobnik, nagrobno besedilo, navadno napisano v spomin oziroma počastitev umrlega. Največkrat je epitaf napisan v verzih, obstajajo pa tudi izjeme. 
Najstarejše znane epitafe najdemo na egipčanskih sarkofagih in japonskih grobnicah. Epitafi so pogosti v starogrški kulturi, kjer je epitaf predstavljal globoko osebno pesem.
Težko je ločevati med epitafom in epigramom; nekateri menijo, da je epitaf oblika epigrama, ki jedrnato označuje mrtvo osebo.

### Znani epitafi
ὦ ξεῖν', ἀγγέλλειν Λακεδαιμονίοις ὅτι τῇδε
κείμεθα τοῖς κείνων ῥήμασι πειθόμενοι.
(O xein', angellein Lakedaimoniois hoti täde/
keimetha tois keinon rhämasi peithomenoi.)
Tujec, ko prideš v Šparto, povej, da še zmeraj ležimo v klancu
stražarji zvesti, kakor je velel ukaz. (Herodot, 7–228)
—To je slavni Simonidesov epitaf, ki so ga Grki postavili padlim Špartancem v bitki pri Termopilah.
When You Go Home, Tell Them Of Us And Say,
For Their Tomorrow, We Gave Our Today.
Ko se vrnete domov, jim povejte o nas in recite,
da smo za njihov jutri dali naš danes. (približni prevod)
—Epitaf v spomin padlim v bitki pri Kohimi v drugi svetovni vojni. Avtor je angleški klasicist John Maxwell Edmonds (1875-1958).
Hodie mihi, cras tibi.
—Slavni latinski epitaf: »Danes meni, jutri tebi.«
Največji prijatelj, najslabši sovražnik. (približni prevod)
—Lucij Kornelij Sula, rimski diktator.
Good friend, for Jesus' sake forbear,
To dig the dust enclosed here.
Blest be the man that spares these stones,
But cursed be he that moves my bones.
—Napis na grobu Williama Shakespeara
Nature, and nature's laws,
Lay hid in night,
God said, let Newton be!
And all was light.
Narava in njeni zakoni,
Ležijo skriti v noči,
Bog je rekel, naj bo Newton!
In vse je bilo svetlo.
—Napis pesnika Alexandra Popa na grobu Isaaca Newtona.
This Grave
contains all that was mortal
of a
YOUNG ENGLISH POET
who
on his Death-Bed
in the Bitterness of his heart
at the Malicious Power of his enemies
desired these words to be engraven on his Tomb Stone
"HERE LIES ONE
WHOSE NAME WAS WRIT IN WATER"
FEB 24 1821
—Epitaf pesnika Johna Keatsa. Približni prevod: "Ta grob vsebuje vse, kar je bilo umrljivega v mladem angleškem poetu,ki si je, na svoji smrtni postelji v grenkobi svojega srca ob zlobni moči svojih sovražnikov, na svojem nagrobniku zaželel vklesane besede Tu leži nekdo, čigar ime je bilo napisano v vodi. 24. februar 1821)"
Tukaj leži ena najpametnejših živali, ki se je kdajkoli pojavila na obličju Zemlje.
—Benito Mussolini
Never Born, Never Died—Only visited this planet Earth between December 11, 1931 and January 19, 1990
—(Nikoli rojen, nikoli umrl-samo obiskal ta planet Zemljo med 11. decembrom 1931 in 19. januarjem 1990.) -Rajneesh (indijski duhovni učitelj)
That's all folks!
—Mel Blanc
Ne upam na nič. Ne bojim se ničesar. Svoboden sem.:::
—Nikos Kazantzakis
Dúirt mé leat go raibh mé breoite
("Sem rekel, da sem bolan") - Spike Milligan
3.14159265358979323846264338327950288...
—Ludolph van Ceulen je bil tako ponosen na svoj izračun števila pi na 35 decimalk natančno, da si ga je dal vklesati na spomenik.
Končno ne postajam več neumnejši.
—Paul Erdos, madžarski matematik.